# 格斯特家白蟻
格斯特家白蟻（学名：Coptotermes gestroi）为鼻白蟻科家白蟻屬下的一个种，原產於東南亞，與台灣乳白蟻一樣屬於會快速消耗木頭的害蟲，現在已入侵非洲鄰近的群島，西印度群島，美國以及墨西哥。
近年來，白蟻研究人員發現到格斯特家白蟻跟臺灣家白蟻雜交，目前不確定會不會形成超級白蟻。